# Винський Врх (Ормож)
Винський Врх (словен. Vinski Vrh) — поселення в общині Ормож, Подравський регіон‎, Словенія.